# Klub 300
Klub 300 (v ang. 300 Club) je pojmenování pro osoby (skupinu), které vydržely pobyt venku s teplotním rozdílem 300 °F (166 °C) po několik málo minut. Tato praktika vznikla na polární stanici Amundsen-Scott (v ang. Amundsen-Scott South Pole Station) na Antarktidě.
Účastníci Klubu 300 počkají na den, kdy teplota klesne pod −100 °F (-73 °C), jedná se o velmi krátký časový interval, obvykle v zimě. Poté se všichni zúčastnění zahřejí v sauně rozehřáté na 200 °F (93 °C) po dobu 10 minut. Po několika minutách v sauně vyběhnou ven nazí a běží sněhem k tzv. Ceremonial Pole (kovová koule na podstavci obklopená vlajkami států, které původně podepsaly Smlouvu o Antarktidě). Během toho teplota klesá na −100 °F.
Po oběhnutí kovové koule se otužilci obvykle vracejí zpátky do sauny, často za podpory alkoholických nápojů. Existují nášivky na památku této akce. Jsou určeny pro ty, kteří se mohou pyšnit členstvím v Klubu 300.